# Troisième bataille de Kaboul
Pour les articles homonymes, voir bataille de Kaboul.
Guerre d'Afghanistan
La troisième bataille de Kaboul a lieu du 6 janvier au 7 mars 1993 pendant la guerre d'Afghanistan.

## Déroulement
Le 2 janvier 1993, Burhanuddin Rabbani, chef du Jamiat-e Islami et chef de l'État par intérim depuis juin 1992, devient président de l'État islamique d'Afghanistan après avoir été élu par la choura le 30 décembre 1992. Le 4 janvier, la choura désigne un cinquième de ses membres pour constituer un Parlement. L'élection de Rabbani est cependant contestée par la plupart des autres partis issus des moudjahidines.
Le 6 janvier, les hommes du Hezb-e-Islami Gulbuddin, présents au sud de Kaboul, commencent à bombarder la capitale. Le 19 janvier, les forces gouvernementales dirigées par Ahmed Chah Massoud lancent une contre-offensive contre le Hezb-e-Islami Gulbuddin. Cependant Dostom n'engage pas sa milice dans les combats, bien qu'il ait apporté son soutien à Rabbani. Les combats font des milliers de victimes et des dizaines de milliers de déplacés mais les troupes de Massoud ne parviennent pas à prendre l'avantage.
Le 7 mars, un accord de paix est conclu : Gulbuddin Hekmatyar obtient le poste de Premier ministre sous la présidence de Rabbani.